# 南岸 (倫敦)

南岸夜景

南岸（英語：South Bank）是位於英國英格蘭倫敦市中心的地區，意為泰晤士河的南岸。長期以來南岸的開發慢於北岸，並且在歷史上南岸還曾是倫敦的紅燈區。除此之外南岸也曾是工業區。1951年，南岸被重新定位為藝術區和娛樂區。現在南岸已經成為倫敦主要的觀光區之一。

## 外部連結
- South Bank London （页面存档备份，存于）
- Southbank Centre（页面存档备份，存于）